# 普布泽仁
普布泽仁（Phurbu Tsering，亦被称为布绒朗活佛，约1957年出生），四川甘孜藏族自治州布绒朗寺和雅底寺寺主，幼时被认定为第四世布绒朗活佛，一直到文革结束后，他才正式从事宗教事务。当时他已结婚，并育有两子。
2004年4月，普布泽仁自筹资金7万元购置土地，用于修建养老院。同年6月，布绒郎慈善福利院成立。
2008年3月，藏区爆发抗议事件。此后中国政府在藏区寺院组织进行“爱国主义教育”。5月中旬，属普布泽仁管辖的寺院尼僧80多人上街抗议。5月18日，普布泽仁被抄家拘捕。2009年4月21日，首次开庭审理普布次仁案，他被控涉嫌非法持有枪支弹药、职务侵占两项罪名，家属委托北京李方平、江天勇两位律师为其辩护，原定于4月27号的宣判被推迟。第二次开庭前，原来的两位律师被禁止出庭，而由康定当地律师处理。12月23日，康定县法院判处其有期徒刑8年6个月（其中侵占罪获刑七年），他的五名家人旁听了宣判。对于这两项指控，双方存在较大分歧。此前，普布泽仁作为宗教人士，多年来扶助老人、收养孤儿、排解纠纷，故在当地声誉较高。

## 引用
1. ↑  也有译作普布次仁
2. 1 2  Tibetan 'living Buddha' Phurbu Tsering Rinpoche jailed by China[]，中译本 （页面存档备份，存于），英国泰晤士报，2009年12月31日
3. ↑  Tibetan 'Living Buddha' sentenced to eight years in jail （页面存档备份，存于），中译本 （页面存档备份，存于），2009年11月29日，英国每日电讯报
4. ↑  中国四川藏区活佛普布次仁被判重刑 （页面存档备份，存于），美国之音，2009年12月31日
5. ↑  甘孜活佛被囚八年余 当局禁维权律师出庭 （页面存档备份，存于），RFA，2009年12月29日
6. ↑  布绒朗活佛(普布泽仁仁波切)律师辩护词 （页面存档备份，存于），博讯，2009年5月20日